# Església de São Tiago de Valadares
L'Església de Sâo Tiago de Valadares és una església romànica situada a Valadares, al municipi de Baião, a Portugal. El 2012 fou classificada com a Monument d'Interés públic i està integrada en la Ruta del romànic.